# Wilhelm Wittmann
Wilhelm Wittmann (* 19. März 1845 in Schweinfurt; † 29. Juni 1899 in München) war ein deutscher Architekt und Hochschullehrer.

## Leben
Wilhelm Wittmann studierte an der Polytechnischen Schule München Architektur. 1864 wurde er Mitglied des Corps Vitruvia München. Nach dem Studium arbeitete er als Architekt und beschäftigte sich insbesondere mit der Statik von Baukonstruktionen. 1876 wurde er an der Universität zum Dr. phil. promoviert. Unter Friedrich von Thiersch wurde er als Professor an die Technische Hochschule München berufen und lehrte bis zu seinem Tod an der dortigen Fakultät für Architektur Baukonstruktion.

## Schriften
- Fundation der Bahnbrücke über die Donau bei Poikam auf der Regensburg-Ingolstädter Bahnlinie, 1874
- Der Druck der Gewölbe auf die Lehrgerüste, 1876
- Beitrag zur Theorie des Erddruckes auf Stuetzmauern und Stabilitaetsbestimmung derselben, 1877
- Steinconstructionen, 1879
- Holzconstructionen, 1882
- Statik der Hochbaukonstruktionen: Eisenkonstruktionen, Band 3, 1884
- Holz- und Eisenconstructionen, 1893
- Statik der Hochbauconstructionen, 1893